# Progebiophilus assisi
Progebiophilus assisi is een pissebed uit de familie Bopyridae. De wetenschappelijke naam van de soort is voor het eerst geldig gepubliceerd in 1997 door Syed Muhammad Anwar Kazmi & Bourdon.